# Madascincus melanopleura
Madascincus melanopleura — вид сцинкоподібних ящірок родини сцинкових (Scincidae). Ендемік Мадагаскару.

## Поширення і екологія
Madascincus melanopleura мешкають на сході острова Мадагаскар. Вони живуть у вологих тропічних лісах, серед опалого листя. Зустрічаються на висоті від 575 до 1600 м над рівнем моря. Відкладають яйця, ведуть денний спосіб життя. 